# Calle Marqués de Larios
La calle Marqués de Larios, conosciuta anche come calle Larios è una strada pedonale di Malaga, famosa per essere una famosa via dello shopping e teatro di numerosi eventi come la Málaga Fashion Week.
È inoltre la via più cara dove vivere a Malaga e una delle più care di tutta la Spagna.
La strada è stata inaugurata il 27 agosto 1891 e, per la sua realizzazione, è stato fondamentale il finanziamento ricevuto dalla famiglia Larios, che ne curò anche il progetto. La strada è intitolata a Manuel Domingo Larios, secondo marchese di Larios, la cui statua, opera di Mariano Benlliure, si trova all'estremità sud.
A seguito di un piano di rinnovo e rivitalizzazione del centro storico di Malaga, il 14 dicembre 2002 la strada è stata resa pedonale.